# Ever Level
Die Ever Level war ein Containerschiff, das im November 1983 nach einer Kollision auf der Unterelbe in Brand geriet.

## Geschichte
Das Containerschiff wurde 1979/80 als Ever Light auf der Onomichi Zosen-Werft in Onomichi, Japan, mit der Baunummer 290 im Auftrag der taiwanesischen Reederei Evergreen Marine gebaut. Das unter Liberia-Flagge in Fahrt gesetzte Schiff war eines einer Sechserserie der Ever Level-Klasse. Schon 1983 benannte die Reederei das Schiff in Ever Level um.
Am 25. November 1983 kollidierte die nach Hamburg bestimmte Ever Level auf der Unterelbe mit der ausgehenden Itapagé, einem 1976 in Brasilien erbauten Stückgutschiff. Durch die Kollision kamen zwei Seeleute der Ever Level, die zu der Zeit mit dem Entlaschen der Container beschäftigt waren, zu Tode, sechs weitere wurden verletzt. Der britische Überseelotse sprang aus seiner Kammer, drei Decks hinunter und wurde später mit einem Hubschrauber vom Schiff geborgen. Das Schiff, welches große Mengen an Feuerwerkskörpern geladen hatte, verlor bei der Kollision 27 40-Fuß-Container, von denen neun an Deck des Kollisionsgegners zu liegen kamen. Der Aufbau und Teile der Containerladung gerieten in Brand. Das brennende Containerschiff wurde daraufhin auf Neufeld-Reede unweit von Brunsbüttel vor Anker gelegt, wo sich die Löscharbeiten des brennenden Schiffes bis zum 1. Dezember hinzogen. Danach wurde die Ever Level nach Hamburg verholt, wo man die teilweise immer noch brennende Ladung löschte.
Danach wurde das Schiff repariert und wieder in Fahrt gebracht. Es wurde 2001 an die Hermes Maritime verkauft und fuhr zunächst unter dem Namen LT Prudent und ab 2003 als Poseidon VII im Asien-Amerikadienst der Technomar Shipping, bis es im Oktober 2008 aus der Fahrt genommen und zum Abbruch verkauft wurde. Die Poseidon VII erreichte am 27. Oktober 2008 Chittagong, wo sie am 14. November zur Verschrottung gestrandet wurde.

## Bedeutung
Obgleich die sonstige Karriere des Schiffes verhältnismäßig ereignisarm war, gilt der Fall Ever Level, auch aufgrund des damals sehr großen Medieninteresses, bis heute als einer der bekanntesten Schiffsunfälle auf der Elbe. Die Kollision war seinerzeit Anlass zur Einberufung des Katastrophenstabes Nordsee. Der Unfall ist weiterhin ein immer wieder genanntes Fallbeispiel zum Thema der Risiken beim Gefahrstofftransport in Containern.

## Technik
Aufbauten und Maschinenanlage waren etwa drei Viertel nach achtern angeordnet. Der Antrieb des Schiffes bestand aus einem Zweitakt-Dieselmotor.